# Sportgemeinschaft Essen-Schönebeck 19/68 2014-2015
Questa voce raccoglie le informazioni riguardanti lo Sportgemeinschaft Essen-Schönebeck 19/68 nelle competizioni ufficiali della stagione 2014-2015.

## Maglie e sponsor
Lo sponsor principale era Pazdera, mentre lo sponsor tecnico, fornitore delle tenute, era Nike.
|  | Casa | Trasferta |

## Rosa
Rosa, ruoli e numeri di maglia come da sito ufficiale, aggiornato al 18 gennaio 2015, integrati dal sito della Federcalcio tedesca (DFB).
| N. |                        | Ruolo | Calciatrice          |
| -- | ---------------------- | ----- | -------------------- |
| 1  | Germania (bandiera)    | P     | Lisa Weiß            |
| 2  | Paesi Bassi (bandiera) | D     | Dominique Janssen    |
| 3  | Germania (bandiera)    | D     | Lara Masloch         |
| 4  | Germania (bandiera)    | D     | Katharina Wißkirchen |
| 4  | Germania (bandiera)    | C     | Jana Feldkamp        |
| 5  | Germania (bandiera)    | D     | Sabrina Dörpinghaus  |
| 6  | Germania (bandiera)    | D     | Vanessa Martini      |
| 7  | Germania (bandiera)    | D     | Sarah Freutel        |
| 8  | Germania (bandiera)    | C     | Madeline Gier        |
| 9  | Germania (bandiera)    | A     | Isabelle Wolf        |
| 10 | Germania (bandiera)    | C     | Linda Dallmann       |
| 11 | Germania (bandiera)    | C     | Irini Ioannidou      |
| 12 | Germania (bandiera)    | P     | Jil Strüngmann       |
| 13 | Germania (bandiera)    | A     | Charline Hartmann    |

| N. |                     | Ruolo | Calciatrice       |
| -- | ------------------- | ----- | ----------------- |
| 14 | Germania (bandiera) | D     | Isabel Hochstein  |
| 15 | Germania (bandiera) | C     | Janina Meißner    |
| 16 | Germania (bandiera) | C     | Jacqueline Klasen |
| 17 | Germania (bandiera) | A     | Margarita Gidion  |
| 18 | Germania (bandiera) | D     | Lena Ostermeier   |
| 18 | Germania (bandiera) | D     | Katharina Leiding |
| 20 | Germania (bandiera) | P     | Kari Närdemann    |
| 21 | Germania (bandiera) | C     | Ina Lehmann       |
| 22 | Germania (bandiera) | C     | Caroline Hamann   |
| 23 | Germania (bandiera) | C     | Sara Doorsoun     |
| 24 | Germania (bandiera) | A     | Lea Schüller      |
| 25 | Germania (bandiera) | D     | Henrike Sahlmann  |
| 26 | Germania (bandiera) | P     | Lena Pauels       |

## Calciomercato

### Sessione estiva
| Acquisti | Acquisti             | Acquisti                    | Acquisti                        |
| R.       | Nome                 | da                          | Modalità                        |
| -------- | -------------------- | --------------------------- | ------------------------------- |
| D        | Isabel Hochstein     | SGS Essen II                | aggregata dalla squadra riserve |
| D        | Lara Masloch         | SGS Essen [Primavera B (F)] | aggregata dalle giovanili       |
| D        | Katharina Wißkirchen | SGS Essen [Primavera B (F)] | aggregata dalle giovanili       |
| C        | Margarita Gidion     | Friburgo                    | definitivo                      |
| C        | Janina Meißner       | Hoffenheim                  | definitivo                      |

| Cessioni | Cessioni                    | Cessioni     | Cessioni                       |
| R.       | Nome                        | a            | Modalità                       |
| -------- | --------------------------- | ------------ | ------------------------------ |
| C        | Ana Cristina Oliveira Leite | MSV Duisburg | definitivo                     |
| C        | Christina Dierkes           | SGS Essen II | aggregata alla squadra riserve |
| C        | Geldona Morina              | MSV Duisburg | definitivo                     |

## Risultati

### Frauen-Bundesliga

#### Girone di andata
| Arbitro: | Stolz (Pritzwalk) |

|           |           |                              |
| Oster 27’ | Marcatori | 2’ (aut.) Kiwic 28’ Doorsoun |

| Arbitro: | Biehl (Siesbach) |

|  |           |            |
|  | Marcatori | 61’ Cramer |

| Arbitro: | Wacker (Lehrensteinsfeld) |

|  |           |            |
|  | Marcatori | 87’ Klasen |

| Arbitro: | Wozniak (Herne) |

|              |           |                         |
| Hartmann 89’ | Marcatori | 25’ Landeka Rudelić 63’ |

| Arbitro: | Rafalski (Baunatal) |

|  |           |                                                        |
|  | Marcatori | 30’, 68’ Doorsoun 33’ Meißner 60’ Janssen 83’ Schüller |

| Arbitro: | Heimann (Gladbeck) |

|            |           |  |
| Gidion 89’ | Marcatori |  |

| Arbitro: | Kordula Schultz (Wolfsburg) |

|              |           |                                     |
| Hartmann 56’ | Marcatori | 29’ Šašić 44’ Garefrekes 90+1’ Andō |

| Arbitro: | Westerhoff (Bochum) |

|              |           |                                           |
| Puntigam 77’ | Marcatori | 31’ Doorsoun 38’, 45’ Schüller 41’ Gidion |

| Arbitro: | Lohmeyer (Holtland) |

|            |           |                                  |
| Wolf 90+2’ | Marcatori | 53’ Betz 58’ F. Dongus 89’ Moser |

| Arbitro: | Stolz (Pritzwalk) |

|                                         |           |  |
| Bernauer 2’ Goeßling 4’ Müller 42’, 74’ | Marcatori |  |

| Essen 30 novembre 2014, ore 14:00 CET 11ª giornata | SGS Essen           | 0 – 0 referto | Bayern Monaco | Am Hallo (Sportpark Rasenplatz Essen) (1 211 spett.)\| Arbitro: \| Rafalski (Baunatal) \| |
| Arbitro:                                           | Rafalski (Baunatal) |               |               |                                                                                           |

#### Girone di ritorno
| Essen 7 dicembre 2014, ore 14:00 CET 12ª giornata | SGS Essen       | 0 – 0 referto | MSV Duisburg | Stadion Essen (1 153 spett.)\| Arbitro: \| Wozniak (Herne) \| |
| Arbitro:                                          | Wozniak (Herne) |               |              |                                                               |

| Arbitro: | Söder (Ingolstadt) |

|                                 |           |           |
| Kemme 14’ Añonma 29’ Bremer 33’ | Marcatori | 4’ Gidion |

| Arbitro: | Haider (Roth) |

|                           |           |                        |
| Schüller 9’ Ioannidou 82’ | Marcatori | 20’ Zirnstein 30’ Veth |

| Arbitro: | Wacker (Lehrensteinsfeld) |

|             |           |             |
| Schiewe 27’ | Marcatori | 49’ Lehmann |

| Arbitro: | Biehl (Siesbach) |

|                           |           |  |
| Feldkamp 13’ Schüller 56’ | Marcatori |  |

| Arbitro: | Derlin (Bad Schwartau) |

|                     |           |                                        |
| Linden 2’ Simon 74’ | Marcatori | 30’ Dallmann 35’ Hartmann 90’ Schüller |

| Arbitro: | Hussein (Bad Harzburg) |

|                               |           |            |
| Šašić 22’, 49’ Garefrekes 51’ | Marcatori | 90+1’ Gier |

| Arbitro: | Heimann (Gladbeck) |

|                                                              |           |            |
| Hartmann 1’ Lehmann 35’ Dallmann 55’ Gidion 60’ Schüller 86’ | Marcatori | 45’ Arnold |

| Arbitro: | Biehl (Siesbach) |

|                            |           |             |
| Evels 55’ Stoller 67’, 76’ | Marcatori | 82’ Freutel |

| Arbitro: | Stolz (Pritzwalk) |

|  |           |                                     |
|  | Marcatori | 5’ Bernauer 54’, 64’ Popp 66’ Ōgimi |

| Arbitro: | Diekmann (Dortmund) |

|                        |           |  |
| Leupolz 5’ Miedema 30’ | Marcatori |  |

### DFB-Pokal der Frauen
| Arbitro: | Hussein (Bad Harzburg) |

|                    |           |                                                          |
| Martini 74’ (aut.) | Marcatori | 5’, 72’ Dallmann 11’ (aut.) Wolter 79’ Hamann 83’ Gidion |

| Arbitro: | Biehl (Siesbach) |

|  |           |             |
|  | Marcatori | 31’ Aradini |

## Statistiche

### Statistiche di squadra
| Competizione         | Punti | In casa | In casa | In casa | In casa | In casa | In casa | In trasferta | In trasferta | In trasferta | In trasferta | In trasferta | In trasferta | Totale | Totale | Totale | Totale | Totale | Totale | DR |
| Competizione         | Punti | G       | V       | N       | P       | Gf      | Gs      | G            | V            | N            | P            | Gf           | Gs           | G      | V      | N      | P      | Gf     | Gs     | DR |
| -------------------- | ----- | ------- | ------- | ------- | ------- | ------- | ------- | ------------ | ------------ | ------------ | ------------ | ------------ | ------------ | ------ | ------ | ------ | ------ | ------ | ------ | -- |
| Frauen-Bundesliga    | 28    | 11      | 3       | 3       | 5       | .       | .       | 11           | 5            | 1            | 5            | .            | .            | 22     | 8      | 4      | 10     | 32     | 36     | -4 |
| DFB-Pokal der Frauen | -     | 1       | 0       | 0       | 1       | 0       | 1       | 1            | 1            | 0            | 0            | 5            | 1            | 2      | 1      | 0      | 1      | 5      | 2      | +3 |
| Totale               | -     | 12      | 3       | 3       | 6       | .       | .       | 12           | 6            | 1            | 5            | .            | .            | 24     | 9      | 4      | 11     | 37     | 38     | -1 |

### Andamento in campionato
| Giornata  | 1 | 2 | 3 | 4 | 5 | 6 | 7 | 8 | 9 | 10 | 11 | 12 | 13 | 14 | 15 | 16 | 17 | 18 | 19 | 20 | 21 | 22 |
| --------- | - | - | - | - | - | - | - | - | - | -- | -- | -- | -- | -- | -- | -- | -- | -- | -- | -- | -- | -- |
| Luogo     | T | C | T | C | T | C | C | T | C | T  | C  | C  | T  | C  | T  | C  | T  | T  | C  | T  | C  | T  |
| Risultato | V | P | V | P | V | V | P | V | P | P  | N  | N  | P  | N  | N  | V  | V  | P  | V  | P  | P  | P  |
| Posizione | 3 | 7 | 4 | 5 | 5 | 5 | 5 | 5 | 5 | 5  | 5  | 5  | 5  | 5  | 5  | 5  | 5  | 5  | 5  | 5  | 5  | 5  |

Legenda:

Luogo: C = Casa; T = Trasferta. Risultato: V = Vittoria; N = Pareggio; P = Sconfitta.

### Statistiche delle giocatrici
| Giocatore      | Frauen-Bundesliga | Frauen-Bundesliga | Frauen-Bundesliga | Frauen-Bundesliga | DFB-Pokal der Frauen | DFB-Pokal der Frauen | DFB-Pokal der Frauen | DFB-Pokal der Frauen | Totale   | Totale | Totale      | Totale     |
| Giocatore      | Presenze          | Reti              | Ammonizioni       | Espulsioni        | Presenze             | Reti                 | Ammonizioni          | Espulsioni           | Presenze | Reti   | Ammonizioni | Espulsioni |
| -------------- | ----------------- | ----------------- | ----------------- | ----------------- | -------------------- | -------------------- | -------------------- | -------------------- | -------- | ------ | ----------- | ---------- |
| L. Dallmann    | 21                | 2                 | 0                 | 0                 | 2                    | 2                    | 0                    | 0                    | 23       | 4      | 0           | 0          |
| S. Doorsoun    | 15                | 4                 | 1                 | 0                 | 2                    | 0                    | 0                    | 0                    | 17       | 4      | 1           | 0          |
| S. Dörpinghaus | 4                 | 0                 | 1                 | 0                 | 0                    | 0                    | 0                    | 0                    | 4        | 0      | 1           | 0          |
| J. Feldkamp    | 7                 | 1                 | 0                 | 0                 | -                    | -                    | -                    | -                    | 7        | 1      | 0           | 0          |
| S. Freutel     | 15                | 1                 | 0                 | 0                 | 1                    | 0                    | 0                    | 0                    | 16       | 1      | 0           | 0          |
| M. Gidion      | 19                | 4                 | 2                 | 0                 | 2                    | 1                    | 0                    | 0                    | 21       | 5      | 2           | 0          |
| M. Gier        | 8                 | 1                 | 0                 | 0                 | -                    | -                    | -                    | -                    | 8        | 1      | 0           | 0          |
| C. Hamann      | 6                 | 0                 | 0                 | 0                 | 1                    | 1                    | 0                    | 0                    | 7        | 1      | 0           | 0          |
| C. Hartmann    | 21                | 4                 | 6                 | 0                 | 2                    | 0                    | 0                    | 0                    | 23       | 4      | 6           | 0          |
| I. Hochstein   | 11                | 0                 | 0                 | 0                 | 1                    | 0                    | 0                    | 0                    | 12       | 0      | 0           | 0          |
| I. Ioannidou   | 15                | 1                 | 2                 | 1                 | 2                    | 0                    | 0                    | 0                    | 17       | 1      | 2           | 1          |
| D. Janssen     | 21                | 1                 | 2                 | 0                 | 2                    | 0                    | 0                    | 0                    | 23       | 1      | 2           | 0          |
| J. Klasen      | 18                | 1                 | 2                 | 0                 | 2                    | 0                    | 0                    | 0                    | 20       | 1      | 2           | 0          |
| I. Lehmann     | 22                | 2                 | 4                 | 0                 | 2                    | 0                    | 0                    | 0                    | 24       | 2      | 4           | 0          |
| K. Leiding     | 0                 | 0                 | 0                 | 0                 | -                    | -                    | -                    | -                    | 0        | 0      | 0           | 0          |
| V. Martini     | 21                | 0                 | 4                 | 0                 | 2                    | 0                    | 0                    | 0                    | 23       | 0      | 4           | 0          |
| L. Masloch     | 0                 | 0                 | 0                 | 0                 | -                    | -                    | -                    | -                    | 0        | 0      | 0           | 0          |
| J. Meißner     | 17                | 1                 | 1                 | 0                 | 1                    | 0                    | 0                    | 0                    | 18       | 1      | 1           | 0          |
| K. Närdemann   | 0                 | 0                 | 0                 | 0                 | 0                    | 0                    | 0                    | 0                    | 0        | 0      | 0           | 0          |
| L. Ostermeier  | 4                 | 0                 | 0                 | 0                 | 1                    | 0                    | 0                    | 0                    | 5        | 0      | 0           | 0          |
| L. Pauels      | 2                 | -7                | 0                 | 0                 | -                    | -                    | -                    | -                    | 2        | -7     | 0           | 0          |
| H. Sahlmann    | 1                 | 0                 | 0                 | 0                 | 1                    | 0                    | 1                    | 0                    | 2        | 0      | 1           | 0          |
| L. Schüller    | 18                | 7                 | 0                 | 0                 | 1                    | 0                    | 0                    | 0                    | 19       | 7      | 0           | 0          |
| K. Wißkirchen  | 0                 | 0                 | 0                 | 0                 | -                    | -                    | -                    | -                    | 0        | 0      | 0           | 0          |